# Apollonie de La Rochelambert
Apollonie de La Rochelambert (Saint-Cloud, 1er juillet 1825, 9 avril 1904 à Paris), comtesse de Valon, est une aristocrate et femme politique française des XIXe et XXe siècles.

## Biographie

### Origine
Apollonie de La Rochelambert est d’une ancienne famille d'Auvergne, établie plus tard dans le comté de Laval. Elle est la fille aînée d'Henri de La Rochelambert, sénateur et industriel, et de Marie Charlotte Apollonie (1802-1893), fille du vicomte Alphonse de Bruges (1764-1820), lieutenant général.

### Voyage en Allemagne
La chute de Charles X rend son père, Henri de La Rochelambert, à la vie privée. Son épouse, dévouée à la famille royale, voulut suivre les exilés, et quitta Paris, sans esprit de retour, donnant ordre de vendre son château de Montretout et ses autres biens. Sa femme crut devoir le suivre provisoirement. Avec ses trois enfants et ses gens, elle prit un passeport pour l'Allemagne, le 31 juillet 1830. Apollonie de Bruges était née à Berlin en 1803. Elle y retrouva, en 1830, les compagnes de son enfance et conquit rapidement des amitiés plus hautes. La vicomtesse de Bruges et sa fille prirent dans la société prussienne une situation exceptionnelle. La famille de La Rochelambert fréquenta la famille royale de Prusse où les jeunes ménages étaient fort unis, et connut les jeunes Otto von Bismarck et Edwin von Manteuffel. Pour l'Abbé Angot, Apollonie semble s'être contentée de jouir dans sa jeunesse des frivolités et des honneurs que sa naissance, son alliance, son esprit et ses charmes lui assuraient tant à la cour de Berlin que dans l'aristocratie française. Apollonie revint en France pour sa première communion.

### Mariage
Fixée à Paris, elle épousa, en 1846, le comte Louis Alexis de Valon, d'une famille qui fournit plusieurs députés à la Corrèze; elle se partageait entre les résidences de sa nouvelle famille en Limousin et en Normandie. Elle se fit partout chérir par sa bienfaisance.

### Salons
Apollonie organise des fêtes qu'elle donnait, soit à Paris, en son hôtel de la place Beauvau, soit dans un de ses castels de province, qui provoquaient l'empressement des invités. Elle eut un salon, où fraternisaient la politique et l'esprit de société, et qui accueillit la plupart des écrivains et artistes romantiques tels que Gustave Flaubert, Prosper Mérimée, Guy de Maupassant et Théophile Gautier.

### Légitimisme
Une fraction de la noblesse cherchant à se rallier, et Napoléon III s'appliquant à se former une cour, on échangeait les politesses et les avances ; l'hésitation d'Henri de La Rochelambert, son père, à se rapprocher du pouvoir n'avait duré que le temps des justes préliminaires. Deux de ses filles se flattèrent d'être choisies, à quelques années d'intervalle, parmi les dames du palais de l'impératrice Eugénie de Montijo. Seule, Appolinie demeurait sur la réserve et ne parut pas aux Tuileries. Son père devint sénateur du Second Empire.
L'Exposition universelle de 1867 amena à Paris le roi de Prusse Guillaume Ier qu'elle devait revoir très familièrement l'année suivante aux eaux d'Ems. Sa sœur, Madame de La Poëze, assiste en 1869 à l'inauguration du Canal de Suez.

### Guerre franco-allemande de 1870
Les relations de la famille de La Rochelambert en Allemagne furent mises à profit par Apollonie de La Rochelambert lorsqu'éclata la Guerre franco-allemande de 1870, déclarée entre ses deux patries. La comtesse commençait une cure d'eau en Allemagne. Elle l'alla continuer en Suisse. Elle fit preuve de dévouement.
Retirée bientôt, en pleine occupation prussienne, au Château de Rosay-sur-Lieure (Eure), elle est traitée elle-même de Prussienne et sa vie est menacée. Grâce à son amitié avec Edwin von Manteuffel, elle peut adoucir le fléau de l'invasion en Normandie.

### Carrière politique
Le salon d'Apollonie de La Rochelambert acquit une importance considérable, surtout après la Guerre franco-allemande de 1870, lorsqu'il fut devenu un centre, un terrain de groupement, pour des amis et des collaborateurs d'Adolphe Thiers. Plus d'une grave décision intéressant l'avenir du pays y fut prise.
La comtesse de Valon eut, sans le vouloir, un rôle politique, dans la conclusion du Traité de Francfort. Augustin Pouyer-Quertier, beau-père de sa nièce, profita souvent de sa connaissance de la langue allemande et des mœurs prussiennes, de ses relations avec les hommes politiques et les officiers du plus haut rang, le général Edwin von Manteuffel surtout, pour faciliter les négociations si épineuses qui précédèrent l'évacuation du territoire français.
Légitimiste convaincue, la comtesse fut au courant de tout ce qui se fit pour préparer le retour d'Henri d'Artois, comte de Chambord. Pendant que l'armée française occupait encore le département de l'Eure, elle avait reçu de fréquentes visites de Robert d'Orléans, duc de Chartres qui, présenté sous le nom de Robert Lefort, ne trahit jamais son incognito.

### Troisième république
Après la fin du conflit, le comte et la comtesse de Valon étaient rentrés à Paris, Rue Saint-Florentin; et, Pouyer-Quertier, avait, pour ainsi dire, élu domicile chez son ami, Léon de Valon.
Le salon d'Apollonie de La Rochelambert était devenu, par la force des circonstances, un cercle politique de premier ordre, où se préparaient les grandes mesures financières. Charles Raymond de Saint-Vallier s'y rendit plus d'une fois, afin d'y conférer, avec Pouyer-Quertier, sur ce qu'il faudrait répondre à Otto von Bismarck, qui occupait le Château de Compiègne.
Plus tard, en 1873, Robert d'Orléans, revint, se fit connaître, amena Philippe d'Orléans, comte de Paris, qui fit dans le salon du Château de Rosay-sur-Lieure des déclarations expresses sur l'accord de la famille royale.
Madame de Valon regardait le Château de Thévalles (Mayenne) près de Chémeré-le-Roi comme le plus intéressant des châteaux ; pourtant elle l'habita peu, sauf dans son enfance et vers la fin de sa vie, quand elle en prit la charge pour le sauver.

## Armoiries
| Image | Armoiries |
| ----- | --- |
|       | Armes de la famille de La Rochelambert D'argent au chevron d'azur, au chef de gueules, - Tenants : deux sauvages ; - Devises : 1. « Amour ou guerre » ; 2. « Ny crainte, ny envie ». |

## Ascendance & postérité
- Gabriel de La Rochelambert (16 janvier 1755 - après le 22 juin 1814), « comte » de La Rochelambert, capitaine de dragons, puis major en second d'un régiment de cavalerie et de Charlotte Marie (1762-1842), fille de Joachim, 4e marquis de Dreux-Brézé (1710-1781) et de Louise Jeanne Marie de Courtarvel (1733-1789)
  - Henri de La Rochelambert épousa Marie Charlotte Apollonie (1802-1893), fille du vicomte Alphonse de Bruges (1764-1820), lieutenant général, dont il eut :
    - Apollonie (1825 - 9 avril 1904), mariée, le 25 mai 1846, avec le comte Léon de Valon (1810-1887), député de la Corrèze
      - Apollonie Valonette, mariée en 1869 au marquis de Castelbajac ;
      - Comte Bertrand de Valon[15], passionné de vénerie ;
      - Vicomte René de Valon, conseiller municipal de Rosay-sur-Lieure et conseiller général de l'Eure.

    - Georges Charles Auguste Gabriel (né le 25 mars 1827 - Château de Thévalles) de La Rochelambert, est décédé avant 1864, car il est absent de la liste des héritiers.
    - Clotilde Joséphine Gabrielle (Montretout (Saint-Cloud), 29 juillet 1829 - Paris, 22 juillet 1824), dame du palais de l'impératrice Eugénie (décret impérial du 29 janvier 1855), mariée, le  31 mai 1849 à Paris, avec Georges Huchet de La Bédoyère (1814-1867), dont postérité, puis, le 16 janvier 1869, avec Edgar Ney (1812-1882), prince de la Moskowa, sans postérité ;
      - 2 fils du premier lit : l'un deux avait épousé en 1872 une demoiselle Bartholoni[16].

    - Françoise Staouélie Laurence (vers 1832- Berlin, royaume de Prusse - 7 septembre 1911), dame du palais de l'impératrice Eugénie (décret impérial du 29 janvier 1855), mariée, le 11 février 1853 à Paris, avec Olivier de La Poëze (1821-1882), qui résidait au Château de Meaulne à Broc, chambellan de Napoléon III, député de la Vendée, dont postérité ;
    - Aimé Alexandre Marie Auguste (né le 19 octobre 1834 - Berlin, royaume de Prusse) de La Rochelambert, trésorier-payeur général, chevalier de la Légion d'honneur (9 août 1864)[17], marié, le 28 avril 1868 à Rouen, avec Hélène (1848-1881), fille d'Augustin Pouyer-Quertier (1820-1891), ministre français des Finances (1871-1872), dont :
      - 2 filles.

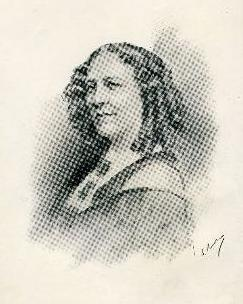
Apollonie de La Rochelambert (1825-1904), comtesse de Valon
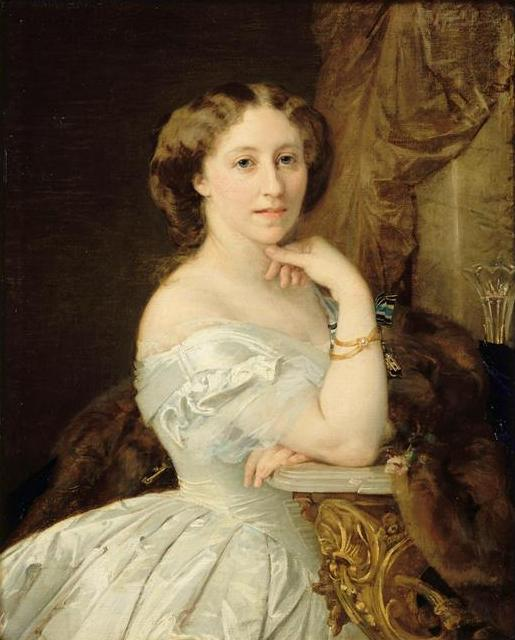
Paul Baudry : La comtesse de La Bédoyère, née Clothilde de La Rochelambert